# Calycella brevispora
Calycella brevispora är en svampart som först beskrevs av Cooke & W. Phillips, och fick sitt nu gällande namn av Dennis 1961. Calycella brevispora ingår i släktet Calycella och familjen Helotiaceae.   Inga underarter finns listade i Catalogue of Life.